# Archidiócesis de Oviedo
La archidiócesis de Oviedo (en latín: Archidioecesis Ovetensis) es una circunscripción eclesiástica de la Iglesia católica en España. Se trata de una archidiócesis latina, sede metropolitana de la provincia eclesiástica de Oviedo. Desde el 21 de noviembre de 2009 su arzobispo es Jesús Sanz Montes.

## Territorio y organización

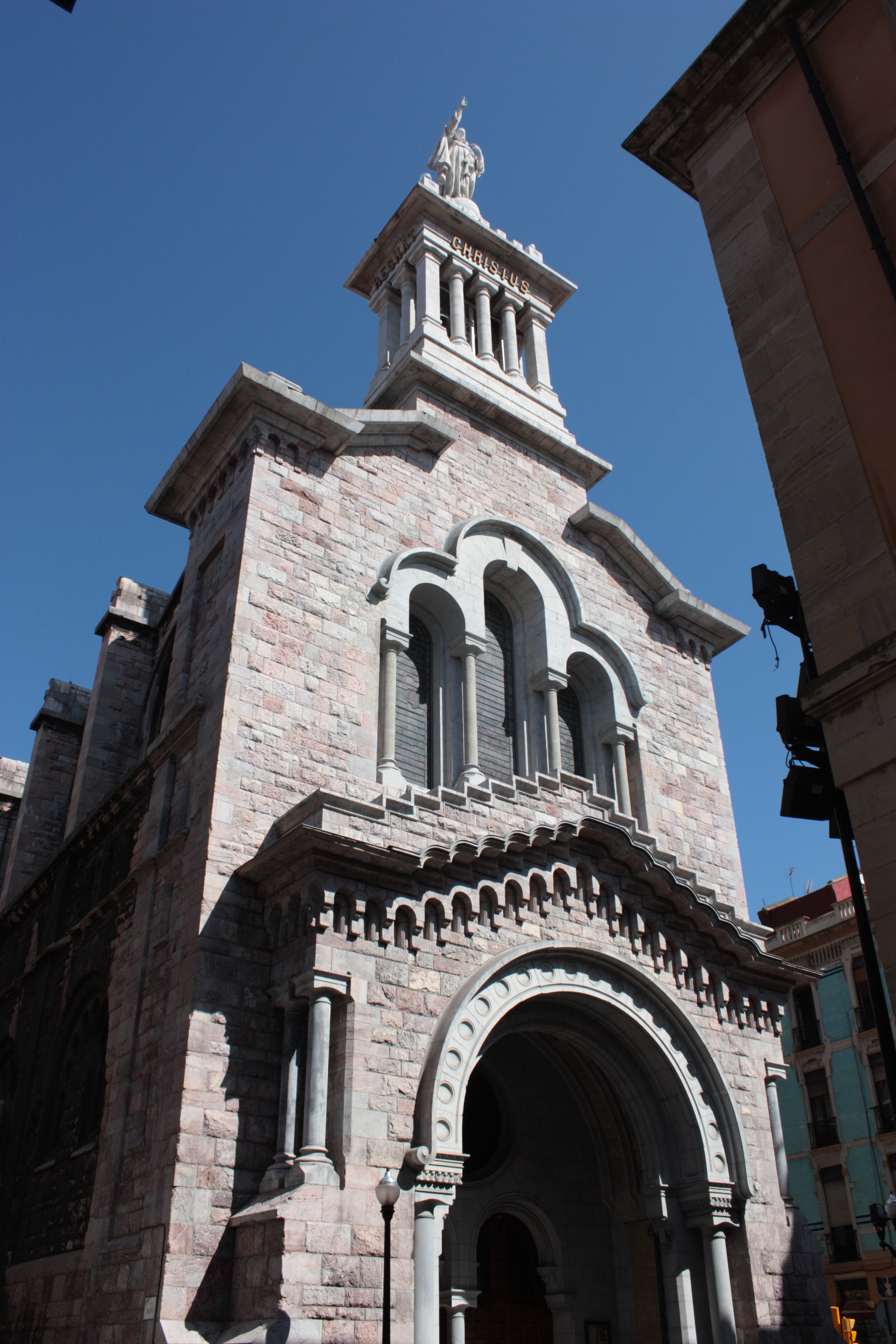
Basílica del Sagrado Corazón, en Gijón

La archidiócesis tiene 10 604 km² y extiende su jurisdicción sobre los fieles católicos de rito latino residentes en el Principado de Asturias.

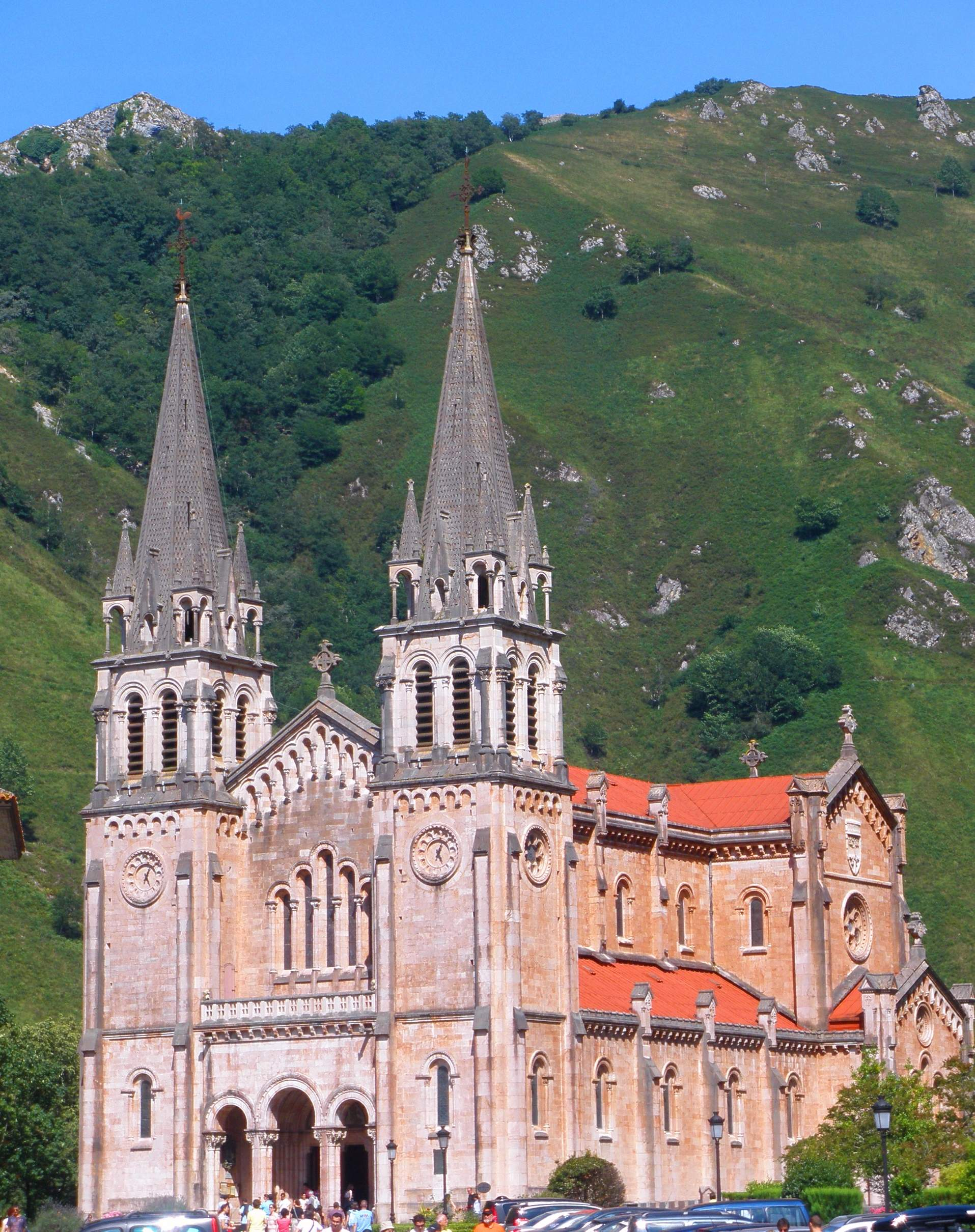
Basílica de Santa María la Real, en Covadonga

La sede de la archidiócesis se encuentra en la ciudad de Oviedo, en donde se halla la Catedral basílica de San Salvador. Además de la catedral, hay otras cinco basílicas menores en la zona: la Basílica de Santa María la Real, en Covadonga, la basílica de Santa María de la Asunción, en Llanes, la basílica del Sagrado Corazón, en Gijón, la basílica de Santa María Magdalena, en Cangas del Narcea, y la basílica de San Juan el Real, en Oviedo.

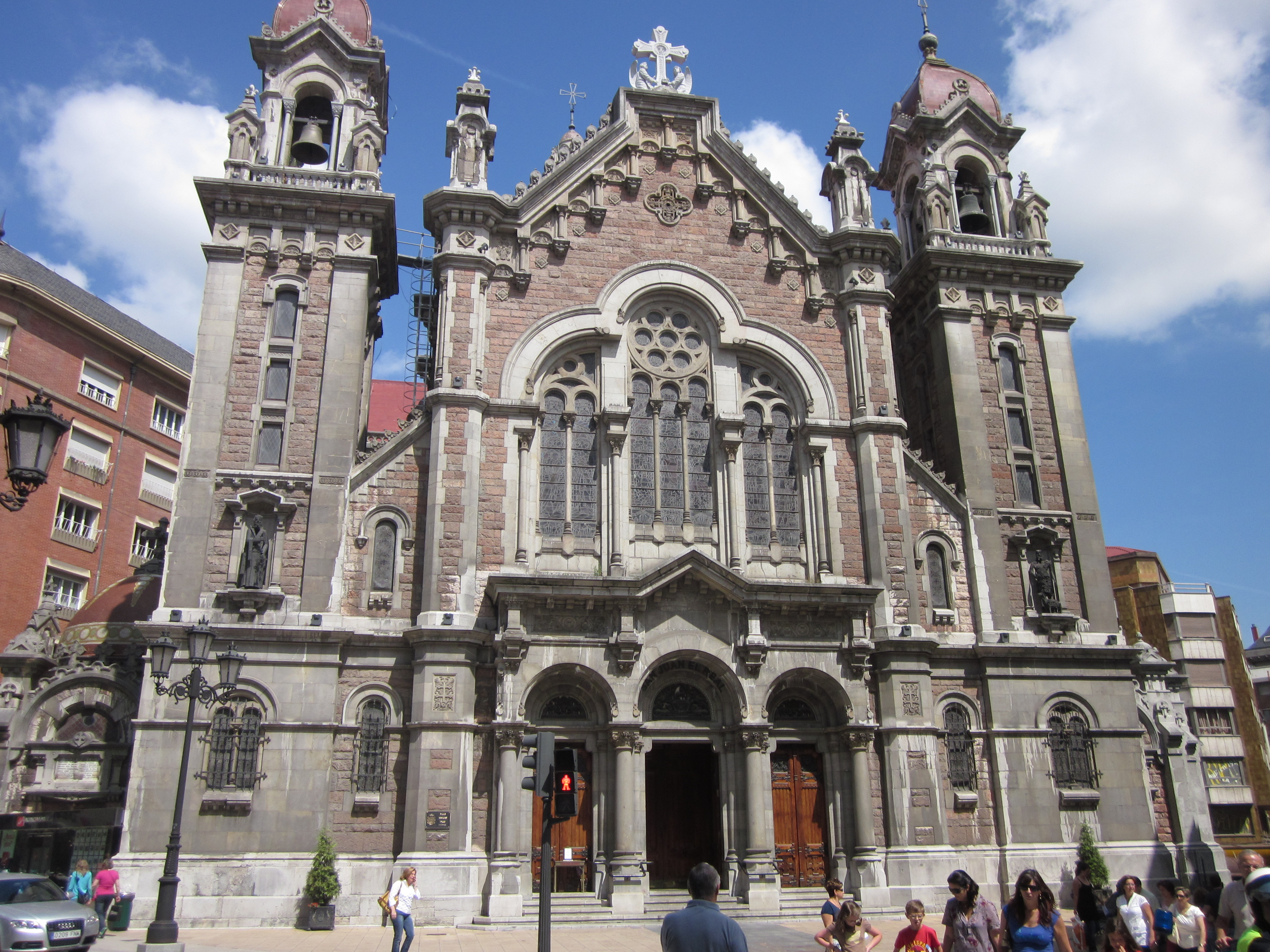
Basílica de San Juan el Real, en Oviedo

En 2021 en la archidiócesis existían 932 parroquias agrupadas en 14 arciprestazgos, y estos, desde 2011, en 3 vicarías: Oviedo-Centro, Gijón-Oriente y Avilés-Occidente. Hasta entonces, durante 42 años, la división era en 5 vicarías: Norte, Sur, Centro, Occidente y Oriente. Esta organización territorial fue implantada al inicio del pontificado de Gabino Díaz Merchán, teniendo en cuenta las necesidades pastorales y la realidad socioeconómica de Asturias.

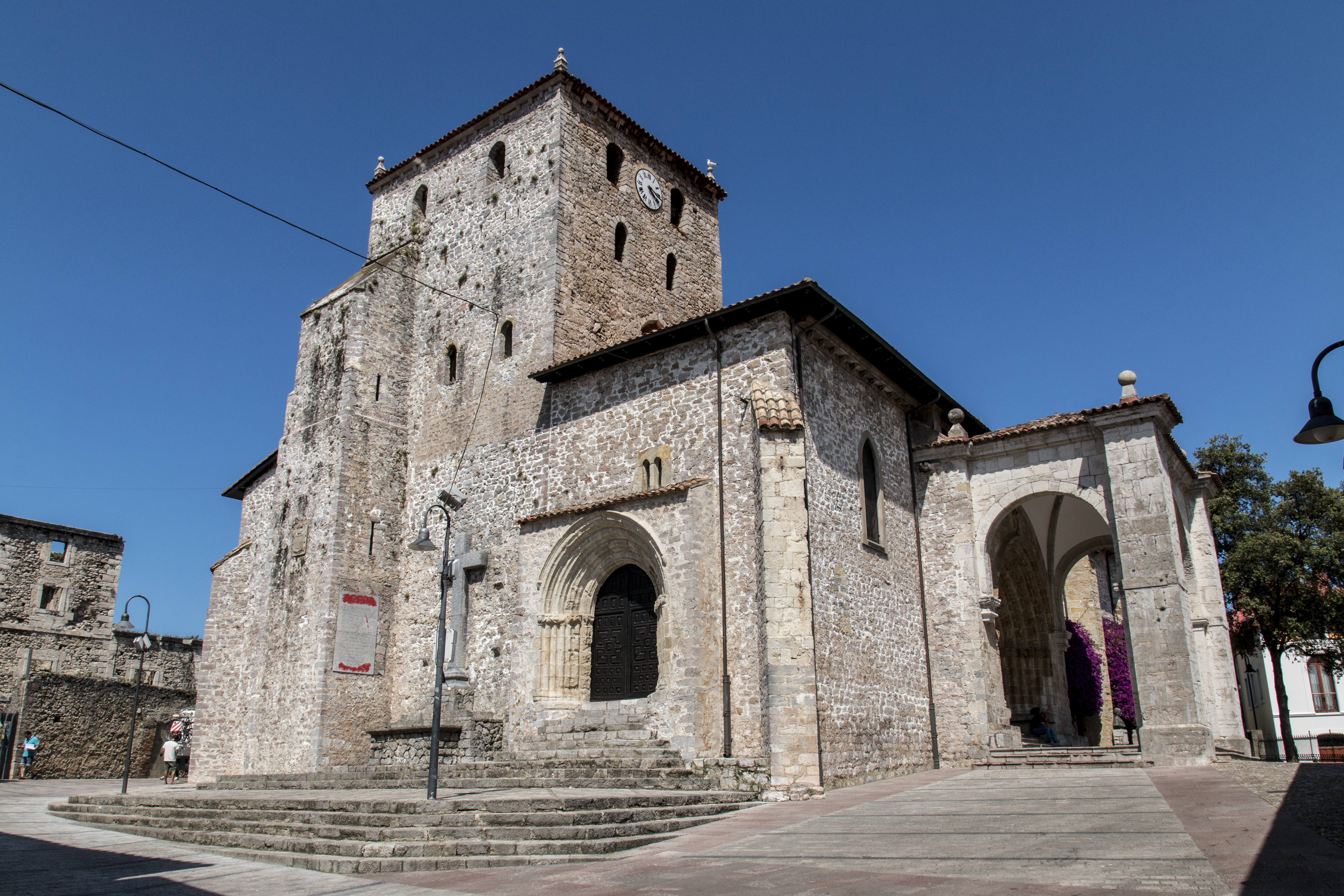
Basílica de Santa María de la Asunción

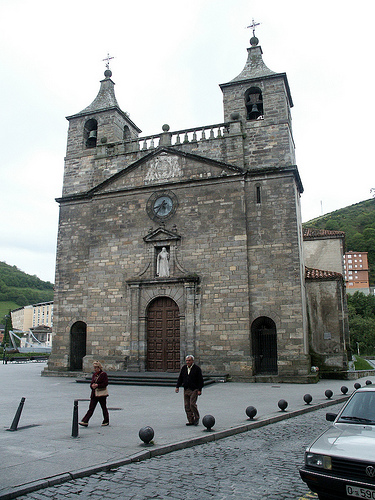
Basílica de Santa María Magdalena, en Cangas del Narcea

| Provincia eclesiástica de Oviedo |                            |                         |
| Catedral                         | Advocación                 | Diócesis                |
| Catedral de Oviedo               | San Salvador               | Archidiócesis de Oviedo |
| Catedral de Astorga              | Santa María                | Diócesis de Astorga     |
| Catedral de León                 | Santa María                | Diócesis de León        |
| Catedral de Santander            | Asunción de Nuestra Señora | Diócesis de Santander   |

## Historia

Mapa de la diócesis de Oviedo en 1894

La diócesis de Oviedo fue erigida en el año 811.
En 1105 la diócesis obtuvo la exención de la sede metropolitana y quedó inmediatamente sujeta a la Santa Sede.
Durante el Medievo, Oviedo tuvo notable importancia como etapa del Camino de Santiago, la importante ruta de peregrinación que permitió a la diócesis mantenerse en comunicación con toda Europa. Asimismo, también es un lugar de peregrinaje por las reliquias del Arca Santa. Gracias a su importancia, se fundaron varios monasterios benedictinos cluniacenses sobre la cordillera cantábrica. 
A partir del 1608 la formación del clero estuvo confiada a la Universidad de Oviedo. El seminario diocesano fue inaugurado en el 1851.
El 17 de octubre de 1954, como consecuencia del concordato de 1953, en virtud del decreto Quum sollemnibus de la Congregación Consistorial, se revisaron los límites de la diócesis para hacerlos coincidir con los de la provincia civil. La diócesis de Oviedo perdió buena parte de su territorio con la cesión de todas las parroquias que se encontraban más allá de las fronteras de Asturias, 250 parroquias pasaron a las diócesis de Lugo, Mondoñedo, León, Zamora, Astorga y Santander, para ajustar los límites de la diócesis de Oviedo a los de la provincia homónima. Las parroquias se encontraban, además de en la provincia de Oviedo, en las de Lugo, León, Santander y Zamora. A la diócesis de Mondoñedo fueron entregadas las parroquias y filiales del arciprestazgo de Taramundi en la provincia de Lugo. 35 principales y 8 filiales en la misma provincia fueron transferidas a la de Lugo desde los arciprestazgos de Suarna, Burón y Grandas. Por el sur, en la provincia de León, existían los arciprestazgos de Laciana, Babia Alta, Babia Baja, Luna, Tercia, Gordón, Omaña, Riello, Carbajales, Alba, Ordás, Armellada, Toral y Valencia de Don Juan, y el de Benavente, en la provincia de Zamora. Los de Toral, Valencia de Don Juan y Benavente formaban un enclave, la vicaría de San Millán, a cargo de un vicario foráneo. También formaba enclave Armellada, y junto el resto de los arciprestazgos constituyeron los arcedianatos de Gordón y Babia. En total 165 parroquias pasaron a la diócesis de León. Por su parte, a la diócesis de Santander fueron segregadas las parroquias de Tresviso, Baheras, Rábago y Bielva.

### Archidiócesis
El 27 de octubre de 1954 fue elevada al rango de archidiócesis metropolitana con la bula Cum et Nobis del papa Pío XII. La nueva provincia eclesiástica de Oviedo pasó a tener como sufragáneas a las diócesis de Santander, León y Astorga. Oviedo se separó del metropolitano de Santiago, Santander y León del de Burgos y Astorga se separó del de Valladolid.
La Santa Sede otorgó a la diócesis de Oviedo la celebración de un año santo en 2008 con ocasión de cumplirse mil doscientos años de la Cruz de la Victoria y mil cien de la Cruz de los Ángeles.

## Estadísticas
Según el Anuario Pontificio 2022 la archidiócesis tenía a fines de 2021 un total de 957 584 fieles bautizados.
| Año                                                                             | Población            | Población | Población      | Sacerdotes | Sacerdotes    | Sacerdotes    | Bautizados por sacerdote | Diáconos permanentes | Religiosos | Religiosos | Parroquias |
| Año                                                                             | Bautizados católicos | Total     | % de católicos | Total      | Clero secular | Clero regular | Bautizados por sacerdote | Diáconos permanentes | Varones    | Mujeres    | Parroquias |
| ------------------------------------------------------------------------------- | -------------------- | --------- | -------------- | ---------- | ------------- | ------------- | ------------------------ | -------------------- | ---------- | ---------- | ---------- |
| 1950                                                                            | 1 300 000            | 1 300 040 | 100.0          | 893        | 718           | 175           | 1455                     |                      | 175        | 825        | 1150       |
| 1969                                                                            | ?                    | 1 030 000 | ?              | 974        | 726           | 248           | ?                        |                      | 432        | 1780       | 455        |
| 1980                                                                            | 1 152 505            | 1 170 650 | 98.5           | 825        | 637           | 188           | 1396                     |                      | 299        | 1399       | 944        |
| 1990                                                                            | 1 092 856            | 1 107 010 | 98.7           | 757        | 583           | 174           | 1443                     |                      | 274        | 1244       | 949        |
| 1999                                                                            | 1 032 069            | 1 081 834 | 95.4           | 680        | 526           | 154           | 1517                     |                      | 253        | 1076       | 943        |
| 2000                                                                            | 1 032 069            | 1 081 834 | 95.4           | 680        | 517           | 163           | 1517                     |                      | 261        | 1068       | 943        |
| 2001                                                                            | 1 034 435            | 1 084 314 | 95.4           | 658        | 497           | 161           | 1572                     |                      | 252        | 1050       | 943        |
| 2002                                                                            | 1 016 185            | 1 075 329 | 94.5           | 643        | 486           | 157           | 1580                     |                      | 249        | 1030       | 934        |
| 2003                                                                            | 1 003 777            | 1 062 198 | 94.5           | 624        | 475           | 149           | 1608                     |                      | 239        | 1018       | 934        |
| 2004                                                                            | 1 016 235            | 1 075 381 | 94.5           | 605        | 463           | 142           | 1679                     |                      | 236        | 976        | 934        |
| 2013                                                                            | 1 077 360            | 1 092 200 | 98.6           | 505        | 396           | 109           | 2133                     |                      | 166        | 648        | 933        |
| 2016                                                                            | 998 372              | 1 050 917 | 95.0           | 461        | 361           | 100           | 2165                     | 2                    | 146        | 654        | 933        |
| 2019                                                                            | 976 832              | 1 028 244 | 95.0           | 398        | 318           | 80            | 2454                     | 6                    | 129        | 630        | 932        |
| 2021                                                                            | 957 584              | 1 018 784 | 94.0           | 371        | 301           | 70            | 2581                     | 9                    | 102        | 533        | 932        |
| Fuente: Catholic-Hierarchy, que a su vez toma los datos del Anuario Pontificio. |                      |           |                |            |               |               |                          |                      |            |            |            |

Además, según cifras oficiales, en el curso 2017-2018 se formaron 24 seminaristas en la diócesis: 13 en el Seminario Mayor diocesano y 11 en el Seminario Redemptoris Mater local, ordenándose tres nuevos sacerdotes.